# Hrabstwo Irwin

Piramida wieku hrabstwa

Hrabstwo Irwin (ang. Irwin County) – hrabstwo w stanie Georgia, w Stanach Zjednoczonych. Według spisu w 2020 roku liczy 9666 mieszkańców, w tym 25% to Afroamerykanie i 4,5% Latynosi. Z gęstością 9,9 os./km² należy do trzydziestu najsłabiej zaludnionych hrabstw Georgii. Jego siedzibą administracyjną jest Ocilla.

## Geografia
Według spisu z 2000 obszar całkowity hrabstwa obejmuje powierzchnię 362,73 mil2 (939,47 km²), z czego 356,81 mil2 (924,13 km²) stanowią lądy, a 5,92 mil2 (15,33 km²) stanowią wody.

### Sąsiednie hrabstwa
- Hrabstwo Ben Hill (północ)
- Hrabstwo Coffee (wschód)
- Hrabstwo Berrien (południe)
- Hrabstwo Tift (południowy zachód)
- Hrabstwo Turner (północny zachód)

## Polityka
Hrabstwo jest silnie republikańskie, gdzie w wyborach prezydenckich w 2020 roku, 75,2% głosów otrzymał Donald Trump i 24,2% przypadło dla Joe Bidena. 